# Àmina bint Wahb
Àmina bint Wahb (en àrab آمنة بنت وهب, Āmina bint Wahb) (circa 549 - circa 577) fou la mare del profeta Muhàmmad, filla de Wahb ibn Abd-Manaf, del clan Banu Zuhra de la tribu de Qurayx, i de Barra bint Abd-al-Uzza, del clan dels Abd-ad-Dar. Fou promesa a Abd-Al·lah ibn Abd-al-Múttalib, amb qui es va casar, tot i que va romandre a casa del seu oncle i tutor Wuhayb ibn Abd-Manaf, on rebia les visites d'Abd-Al·lah. Aquest darrer va morir poc abans del naixement del seu fill Muhàmmad.
Àmina va morir a al-Abwa, lloc situat entre la Meca i Medina on havia anat per tal de visitar uns parents, tot deixant orfe de pare i mare a Muhàmmad amb sis anys.